# Douglas Albert Munro

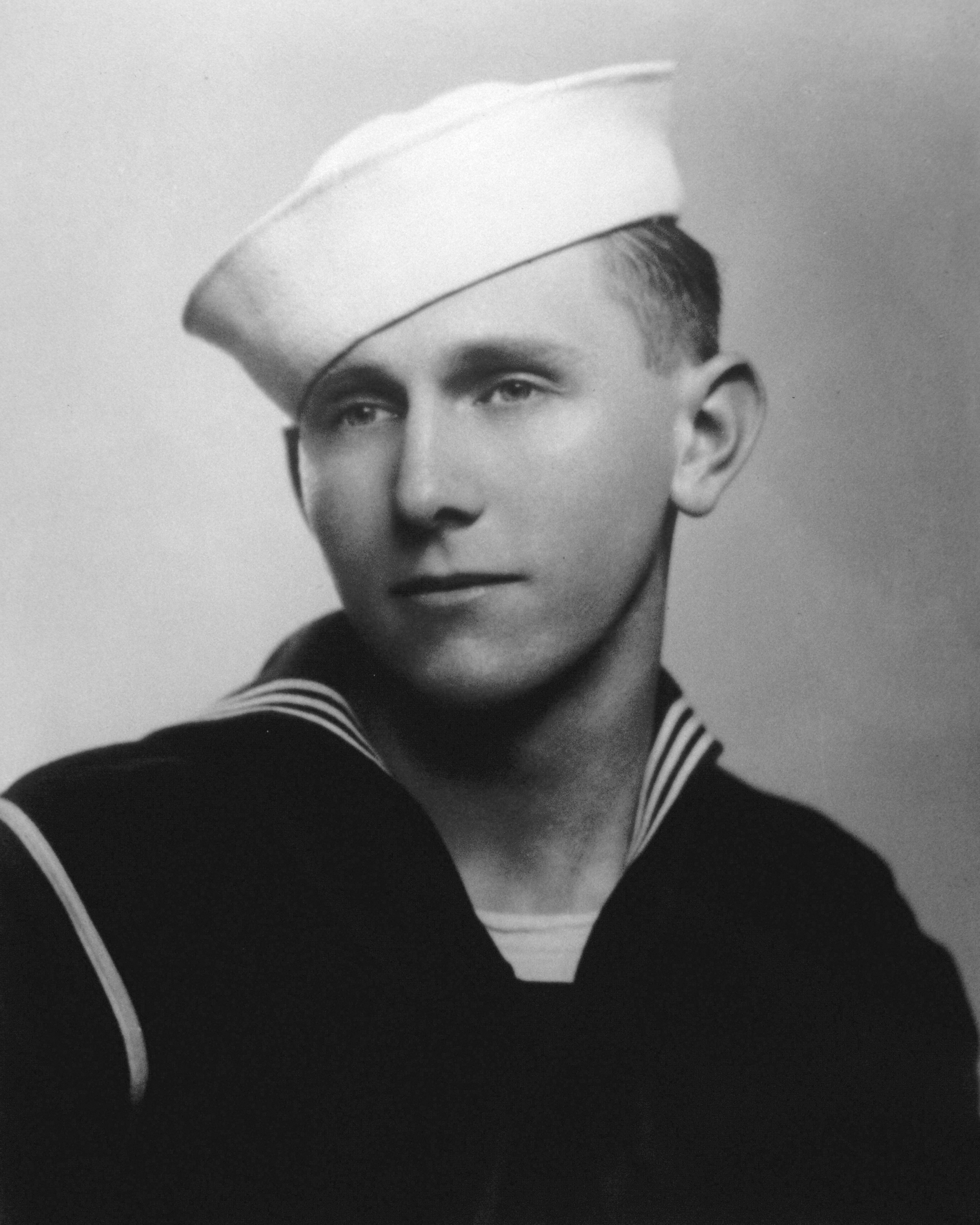
Douglas Albert Munro

Douglas Albert Munro (* 11. Oktober 1919 in Vancouver, British Columbia; † 27. September 1942 auf Guadalcanal) ist die einzige Person der US-Küstenwache (USCG), die die höchste Tapferkeitsauszeichnung der US-Streitkräfte, die Medal of Honor, verliehen bekam.
Munro wurde im kanadischen Vancouver geboren und 1922 Staatsbürger der Vereinigten Staaten. Er lebte mit seinem Vater, der bei der Milwaukee Pacific Railroad arbeitete, in South Cle Elum, Washington.
Er erhielt die Medal of Honour sowie mehrere andere Auszeichnungen postum für seinen Einsatz zur Deckung eines Rückzugsunternehmens während der Schlacht um Guadalcanal gegen Japan im Zweiten Weltkrieg. 500 Soldaten mit Ausrüstung gingen am Strand in Landungsboote, als japanische MGs diesen Rückzug behinderten. Douglas Albert Munro hielt mit einem Zwillings-Geschütz das MG-Feuer nieder, so dass die Evakuierung erfolgreich gelang. Er selbst wurde bei diesem Einsatz getötet. Seine Grabstätte liegt in Cle Elum, Washington.
In der Folge wurden zwei Schiffe, eines der Coast Guard und ein Zerstörer der US-Marine, nach Munro benannt.

## Auszeichnungen
Außer der Medal of Honor wurden Munro verliehen:
- Purple Heart
- Asiatic-Pacific Campaign Medal
- American Defense Service Medal
- World War II Victory Medal